# Protorchestia ceduna
Protorchestia ceduna is een vlokreeftensoort uit de familie van de Talitridae. De wetenschappelijke naam van de soort is voor het eerst geldig gepubliceerd in 2008 door Serejo & Lowry.